# Wydawnictwo SWPS Academica
Wydawnictwo SWPS Academica – wydawnictwo SWPS Uniwersytetu Humanistycznospołecznego, założone w sierpniu 2002 r. w Warszawie. Inicjatorką powołania do życia uczelnianej oficyny była ówczesna prorektor ds. organizacyjnych dr Renata Karwowska-Szulkin. Pierwszym redaktorem naczelnym wydawnictwa był Andrzej Łabędzki, który kieruje jego pracami do dziś. Pierwotna nazwa wydawcy pochodzi od dawnej nazwy uczelni – Szkoły Wyższej Psychologii Społecznej (SWPS). Od 2012 roku wydawnictwo zaprzestało używania w nazwie członu Academica, zaś od czerwca 2015 r. wraz z przekształceniem nazwy uczelni po uzyskaniu stosownych uprawnień w tzw. uniwersytet przymiotnikowy pełne brzmienie nazwy uczelnianej oficyny brzmi: Wydawnictwo Uniwersytetu SWPS. Oprócz pozycji książkowych wydaje również czasopisma specjalne i periodyki: Bliski Wschód, Kultura Popularna, Psychologia Jakości Życia, Acta Sueco-Polonica i Spotkania Europejskie.

## Siedziba
Wydawnictwo mieści się w gmachu dawnej Fabryki Aparatów Elektrycznych Kazimierza Szpotańskiego przy ul. Chodakowskiej 19/31 na warszawskim Kamionku.